# Грёнло, Аннеке
Аннеке Грёнло (нидерл. Anneke Grönloh, урожд. Джоанна Луиза «Аннеке» Грёнло (нидерл. Johanna Louise "Anneke" Grönloh); 7 июня 1942, Тондано, Северный Сулавеси, Голландская Ост-Индия — 14 сентября 2018, Арлёф, Франция) — нидерландская певица индонезийского происхождения, ставшая популярной в 1960-х годах.
В 1964 году Аннеке представила Нидерланды на конкурсе песни «Евровидение-1964».

## Биография

### Ранние годы
Аннеке родилась 7 июня 1942 года в небольшом городе Тондано на севере острова Сулавеси, когда Индонезия находилась под японской оккупацией. Отец — Стефанус Бастиан Грёнло (1919 г.р.), мать — Фемми Ророра (1911 г.р.). Отец, служивший в чине сержанта в Королевской голландской ост-индской армии, в январе 1942 года оказался в японском плену. После рождения Грёнло семья отправилась в Японию, где провела всю Вторую Мировую войну.
После окончания Второй Мировой войны Аннеке с родителями вернулась в Сулавеси, откуда в 1949 году семья переехала на родину отца — в Нидерланды, поселившись в Эйндховене. В этом городе Аннеке провела свои юные годы.

### 1959—1960: Ранняя карьера
В Нидерландах Аннеке встретила Питера Келевейна в Муниципальном лицее. Под его руководством исполнительница выступала с группой «Ракеты» на вечеринках.
В Нидерландах и Бельгии Аннеке часто выступала в качестве певицы и танцовщицы.
19 декабря 1959 года юная исполнительница одержала победу в шоу талантов. Финал транслировался по телевидению, а главным призом стал контракт со звукозаписывающей компанией. Её победная песня «Ma, he’s making eyes at me!» стала хитом за границей. Грёнло записала нидерландскую версию этой песни под названием «Ma, hij wil zo graag een zoen!».
В 1960—1962 годах Аннеке продолжала выступать с Питером и группой «Ракеты» в Нидерландах, где позже имела большой успех.

### 1960—1962: Успех в Азии
В 1960 году Грёнло заключила контракт со звукозаписывающей компанией «Phonogram Records», созданной компанией «Philips Phonographic Industry» (PPI). Первым синглом певицы стала композиция «Asmara». В Нидерландах песня не была замеченной, но в Сингапуре, Малайзии и Индонезии первый сингл Грёнло стал настоящим хитом.
В конце 1960 года Грёнло отправилась в свой первый концертный тур в Сингапур и Малайзию. Композиция «Trui, jersey, slobber sweater», исполненная Грёнло, стал настоящим хитом в Нидерландах.
В 1962 году композиции «Boeroeng kaka» и «Nina Bobo», выпущенные на индонезийском языке, стали хитами на Дальнем Востоке. В течение времени эти композиции занимали первые места в малайзийских и сингапурских чартах.
Во время гастролей в январе 1962 года Грёнло выступала на стадионах, больших концертных залах Сингапура и Малайзии. Аннеке Грёнло провела этот тур вместе с дуэтом «The Blue Diamonds», который имел большой успех благодаря композиции «Ramona». Композиция Грёнло «Nina Bobo» стала хитом в Японии.
Аннеке имела большой успех в то время, успев записать несколько композицией в стиле джаза — любимом музыкальном стиле певицы.

### 1962—1964: Мировой успех

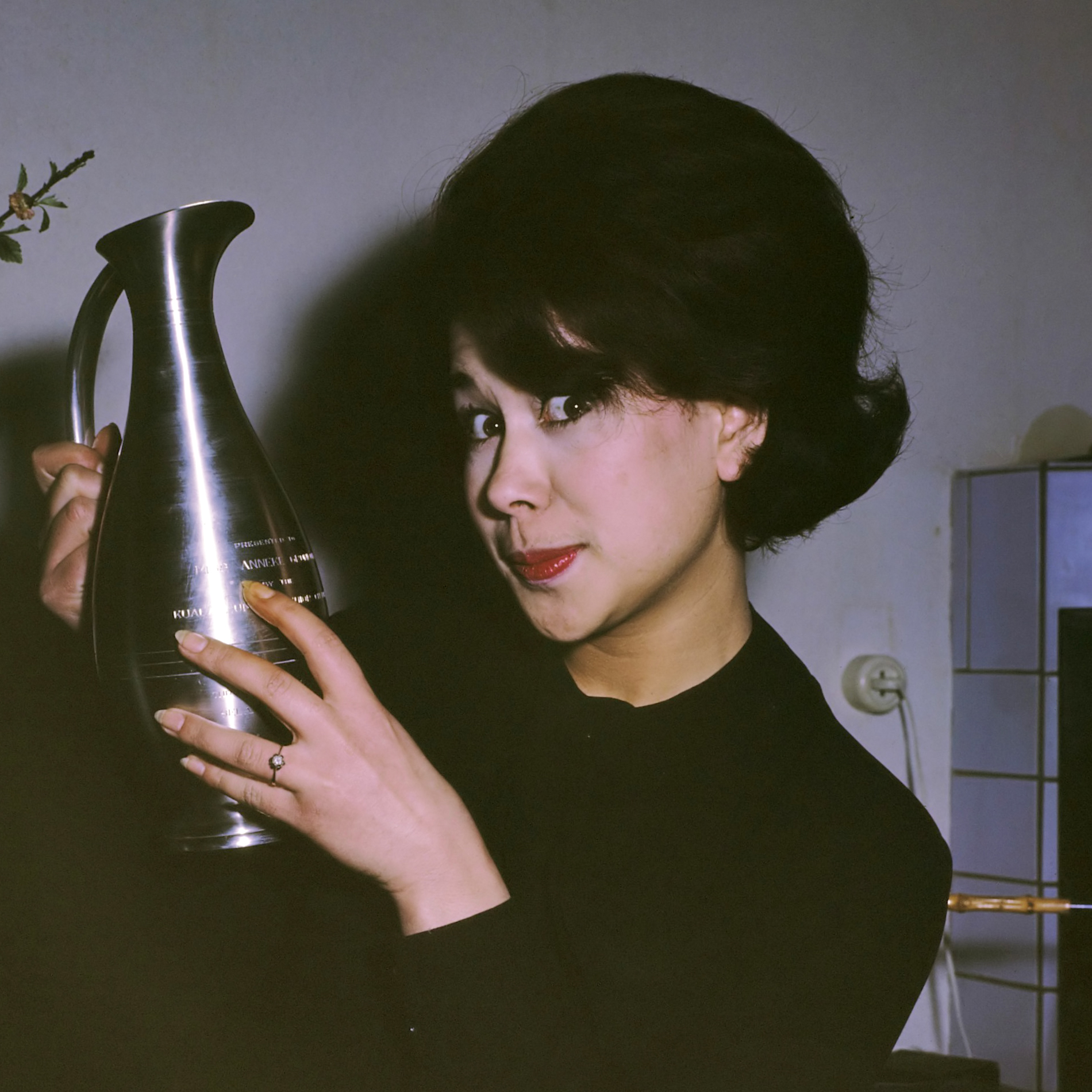
Аннеке Грёнло, 1962 год

В июле 1962 года Грёнло приняла участие в песенном фестивале в Кнокке-Хейсте, где её сопровождали Мике Телкамп и Милли Скотт. На фестивале певица исполнила свой новый сингл «Brandend Zand». Композиция заняла первое место в хит-параде «Music Parade», где оставалась в течение двух месяцев.
Её новый альбом «Paradiso» занял четвёртую позицию в том же хит-параде. В еженедельном хит-параде «Platennieuws» композиция «Brandend Zand» занимает первое место в течение 2 недель. С 24 ноября 1962 года альбом «Paradiso» стоял на первой позиции 16 недель подряд, что стало лучшим рекордом, который был побит лишь в 2017 году Эдом Шираном с песней «Shape of You» и Луисом Фонси и Дэдди Янки с песней «Despacito». «Brandend Zand» и «Paradiso» имели мировой успех, что приводило Грёнло к известной популярности.
В середине 1962 года Грёнло уехала на гастроли в Дальний Восток, где в конце ноября она стала первым и крупнейшим кумиром среди молодых поп-звёзд.
В Сингапуре её альбом «Nina Bobo» стал золотым из-за хорошего объёма продаж по всему миру (он составляет почти семь миллионов экземпляров), после чего он стал крупнейшим международным успехом исполнительницы. В дальневосточных странах хиты исполнительницы называют «мелодией признания».
В 1963 году композиции «Soerabaja» и «Cimeroni» стали хитами и занимали первые позиции в нидерландских чартах. Wladimir и Da doe ron также дали большой успех. В 1963 году Грёнло получила пять золотых пластинок за различные титулы в течение десяти месяцев. Это стало рекордом, записанный в Книгу рекордов Гиннесса. Вим Кан посветил ей серенаду на конференции.
Грёнло стала известна и в Германии, благодаря успеху немецким версиям «Cimeroni», «Wenn wir beide» и «Hochzeit machen». Исполнительница часто появлялась в немецких телепрограммах и являлась постоянной гостьей в шоу Вико Торриани, Питера Века, Питера Александра и Аннелиз Ротенбергер. В Индонезии, Малайзии, Сингапуре и Японии Boeroeng Kaka, Buka Pintu и малайзийская версия Paradiso стали хитами. Аннеке Грёнло записала английскую версию Brandend Zand под названием Oh, Malaysia, специально для провозглашения новой республики Малайзия. Песня становится настолько популярной, что люди даже рассматривают возможность сделать её новым государственным гимном. Это снова дает Грёнло золотой рекорд. В Сингапуре ей предложили сняться в главной роли в музыкальном кинофильме. Из-за нехватки времени певица не может участвовать. В течение этого периода она выступает в среднем три, а часто даже четыре или пять раз в день в неделю в Нидерландах и Бельгии. В конце концов, вмешивается врач и назначает один день отдыха в неделю в звукозаписывающей компании. Причиной этого было то, что Грёнло несколько раз теряла сознание после выступлений из-за усталости, и ей приходилось проходить однонедельное лечение сна для восстановления. В дополнение ко многим выступлениям были также записи на радио, телевидении, интервью и фотосессии. Во время её выступлений такая большая толпа часто выходила на первый план, что полицейские эскорты регулярно развертывались, чтобы доставить певицу в безопасное место и подальше от них. Во время экскурсии для солдатов, которую она сделала с Виллеком Альберти, вооруженные силы чаще снимали колеса под её машиной[уточнить], чтобы дольше держать её на месте для подписей и фотографий.
В 1964 году песни «Rozen hebben» и «Schemering» до сих пор имели популярность, но с появлением британских рок-групп, музыкальный вкус молодёжи поменялся. Несмотря на это Аннеке Грёнло имела большую популярность у родителей, бабушек и дедушек — продажи её синглов остаются рекордными по сей день.

### Евровидение

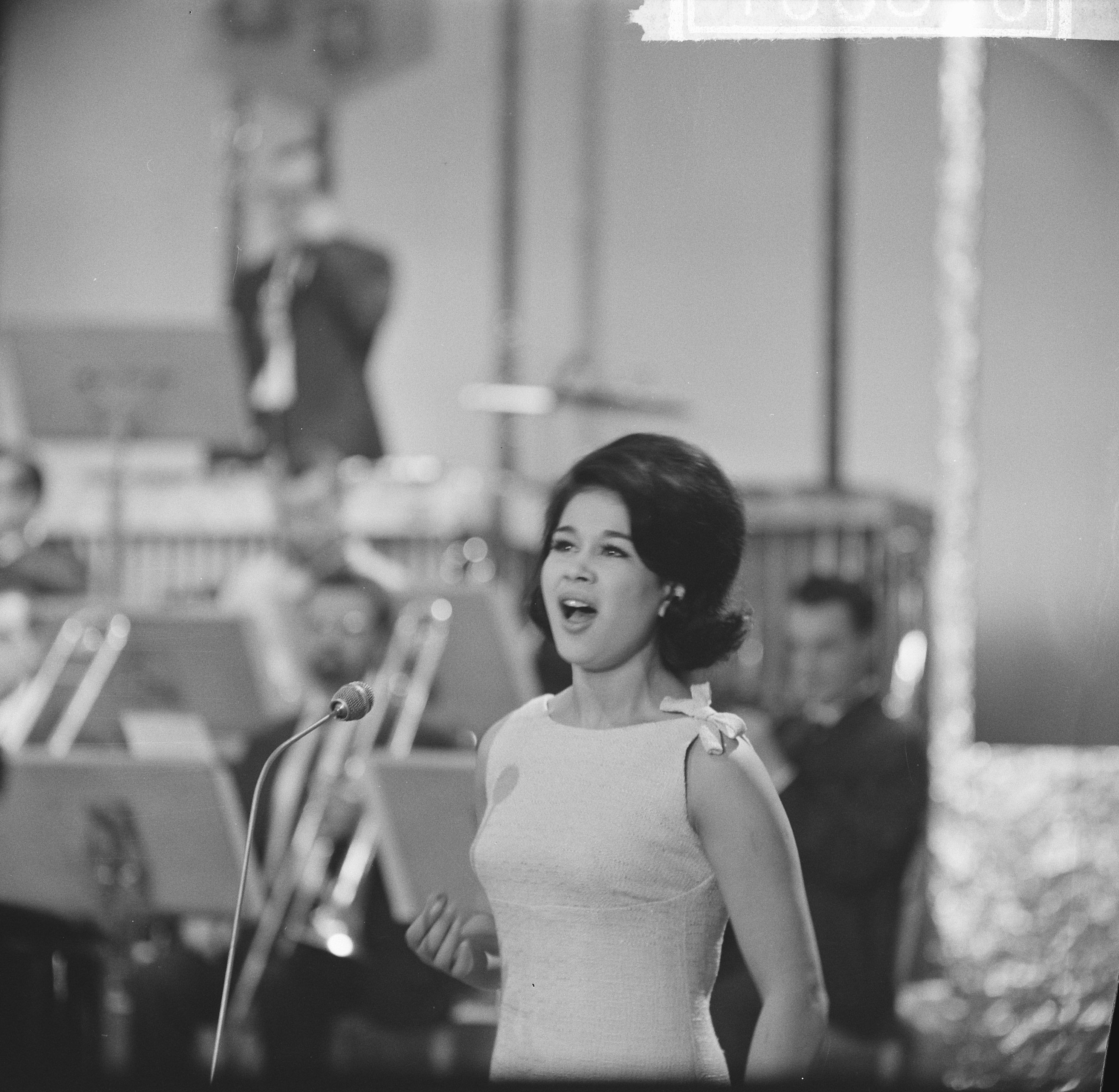
Аннеке Грёнло выступает на национальном отборе, 1964 год

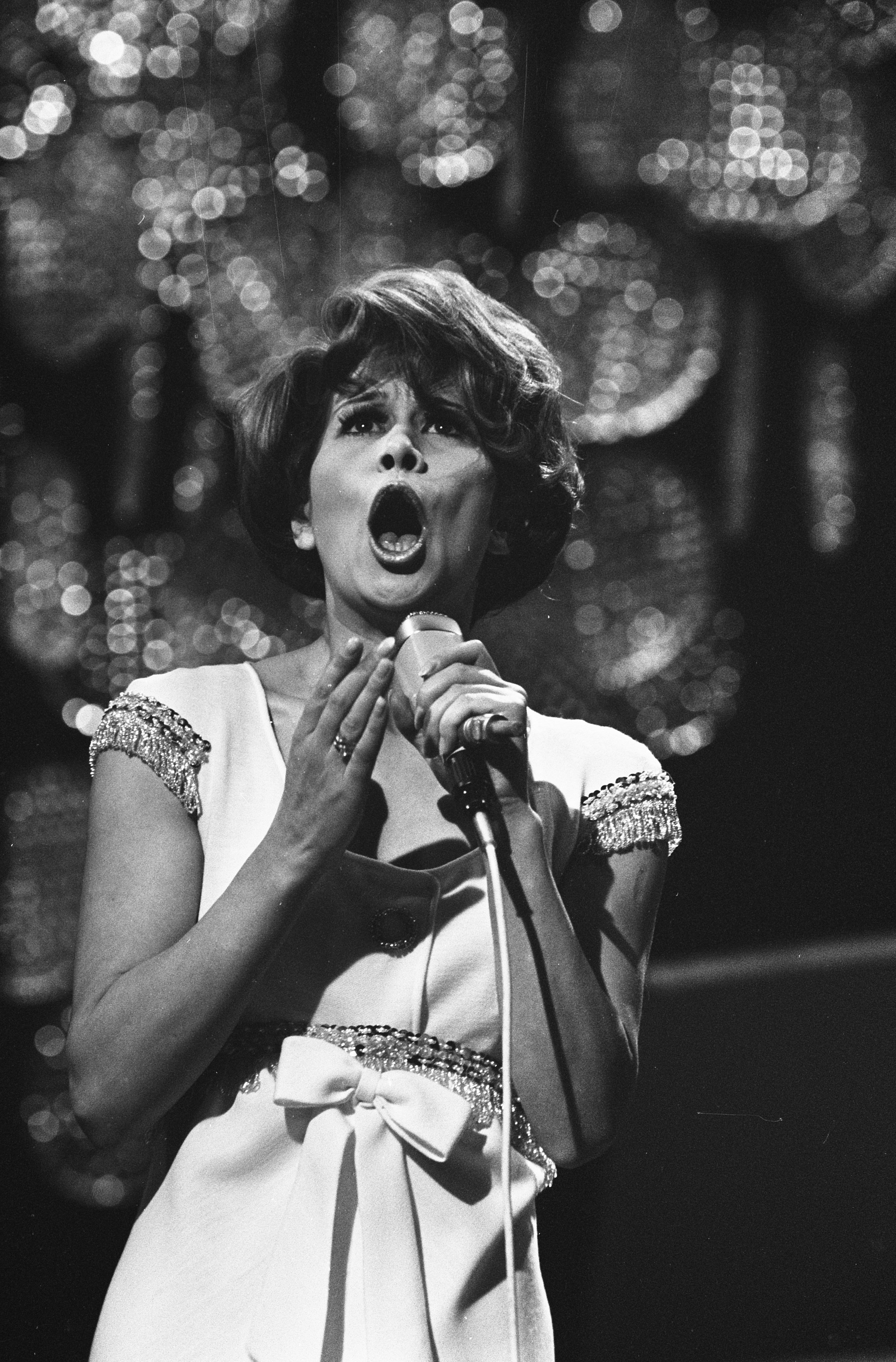
Аннеке Грёнло выступает на национальном отборе, 1969 год

#### 1964
В 1964 году Аннеке Грёнло приняла участие в национальном отборе на конкурс песни «Евровидение-1964», где исполненная композиция «Jij bent mijn leven» заняла первое место.
Конкурс песни «Евровидение-1964» проводился в Копенгагене. С результатом в 2 балла, Грёнло заняла десятое место (из 16 стран). Несмотря на плохой результат Грёнло стала первой участницей неевропейского происхождения.
Композиции «Jij bent mijn leven» и «Weer zingt de wind» стали величайшими хитами в Нидерландах.

#### 1969
В 1969 году Грёнло приняла участие в национальном отборе на конкурс песни «Евровидение-1969». Композиция «Heartbeat» в исполнении певицы заняла пятое место.
Победителем отбора стала гитаристка Ленни Кюр, которая позже победила и на самом конкурсе.

### Мировой успех, карьера актрисы (1964—1965)

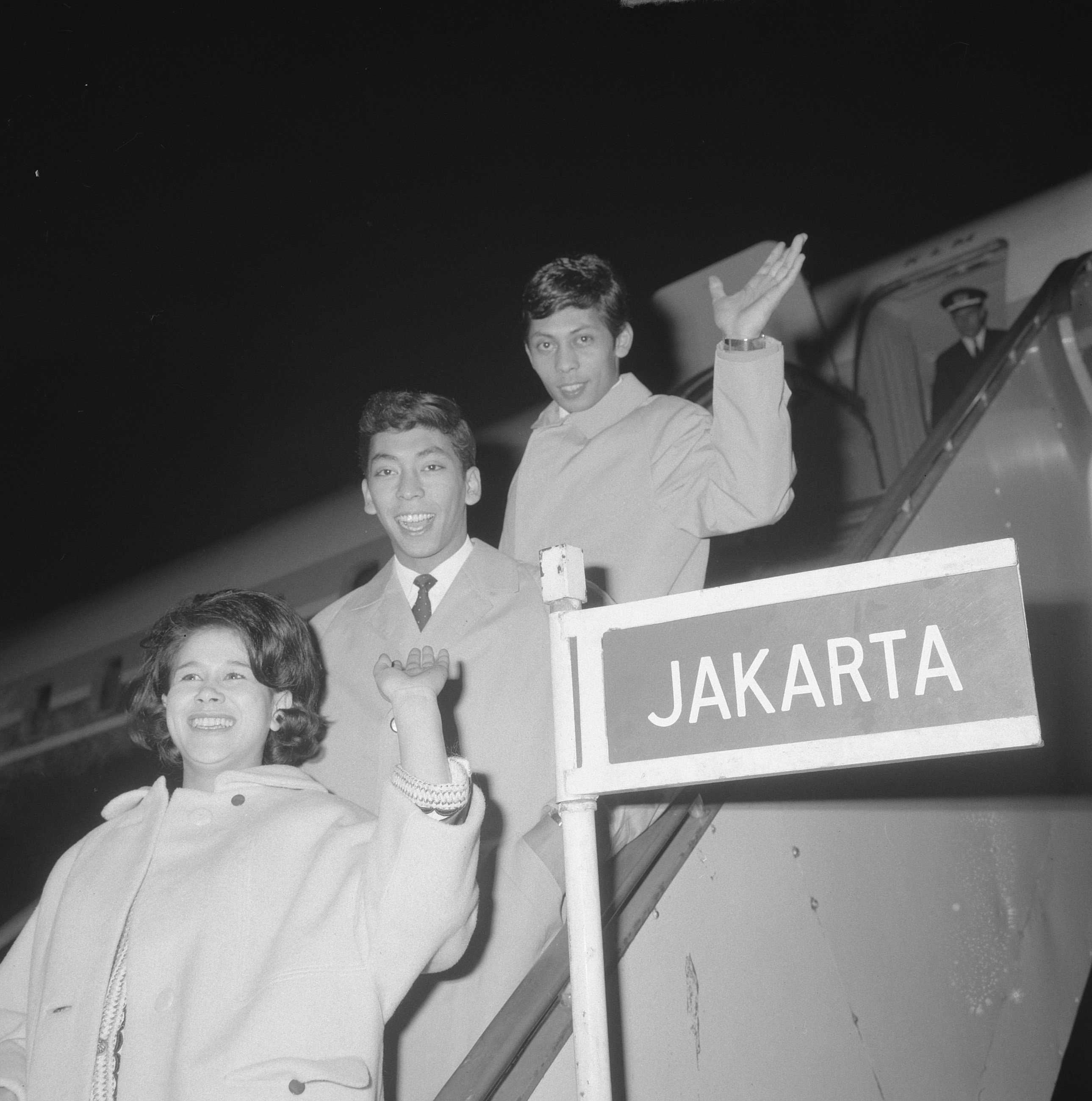
Грёнло и «The Blue Diamonds» прилетели в Джакарту, 1964 год

Грёнло, совместно с Робом де Нейджем и Руди Карреллом гастролировала в театральных шоу, проводимых в известных концертных залах Нидерландов. Грёнло нередко выступала с известным английским певцом Клиффом Ричардом.
Грёнло подписала контракт с «KRO» на серию успешных телешоу, которые можно увидеть в течение четырёх сезонов под названием «De Anneke Grönloh Show». В шоу певица исполняла международные композиции и принимала известных гостей, таких как Марианна Фэйтфул, The Seekers и мноиге другие.
Грёнло стала успешной в немецкоязычных странах, благодаря своей композиции «Das Wird Ein Wochenend», написанной композитором Вернером Шарфенбергером. Из-за хороших успехов в этих странах Грёнло предложили роль исполнительницы в кинофильме Питера Крауса, но певица отказалась от роли из-за переполненных планов на те дни. Виви Бах взяла на себя эту роль.
В конце 1964 года Грёнло покинула Нидерланды с дуэтом «The Blue Diamonds» для концертного тура в Индонезию. Президент Сукарно организовал для них приём, а его придворный художник написал картину для исполнительницы.

### Новый репертуар

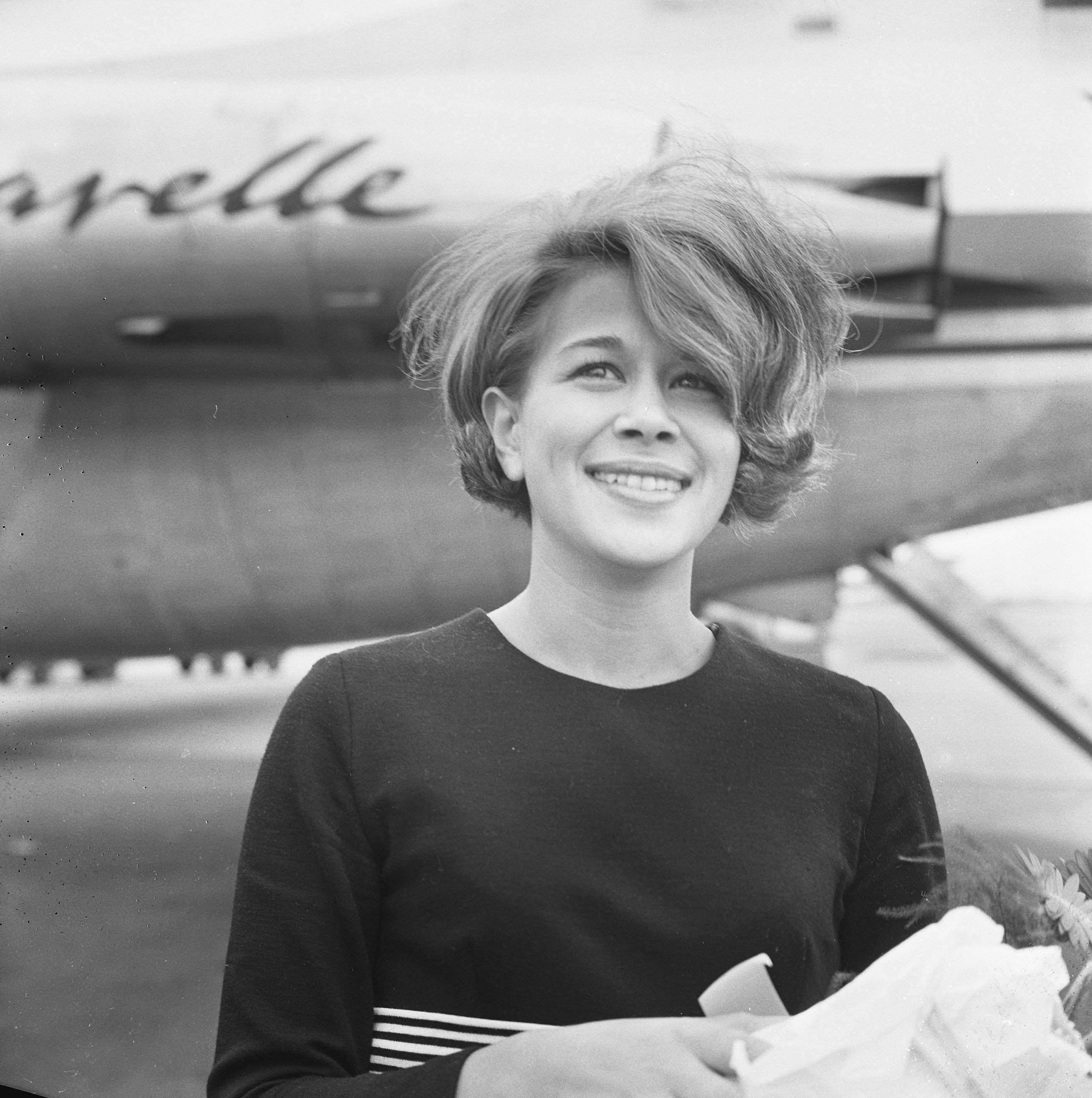
Грёнло в 1966 году

В 1965 году Грёнло стала ведущей женщиной в «Sleeswijk Revue», также известной как Snip en Snap revue. При этом она совершает переход от подростковой певицы к взрослой звезде. Это также заметно в её репертуаре, который становится все более зрелым и менее коммерческим. Время больших хитов для неё в Нидерландах закончилось, но за рубежом последовали несколько золотых рекордов, в том числе два хита под № 1 в Югославии с сербскими исполненными версиями Wladimir и Cimeroni в 1966 году.
Кроме того, она совершила много зарубежных туров, в том числе в Суринам. Аннеке участвовала в международных фестивалях песни в Афинах (1968) и её пригласили на фестиваль «Золотая роза» в Монтрё (1969). В дополнение к её собственным телевизионным шоу для KRO, которые продлятся до 1967 года, она вместе с Робом де Нейджем является постоянным звездным гостем в сериале Studio Anno, который транслирует NCRV ежемесячно с 1968 по 1970 год. Аннеке Грёнло родила двоих сыновей.

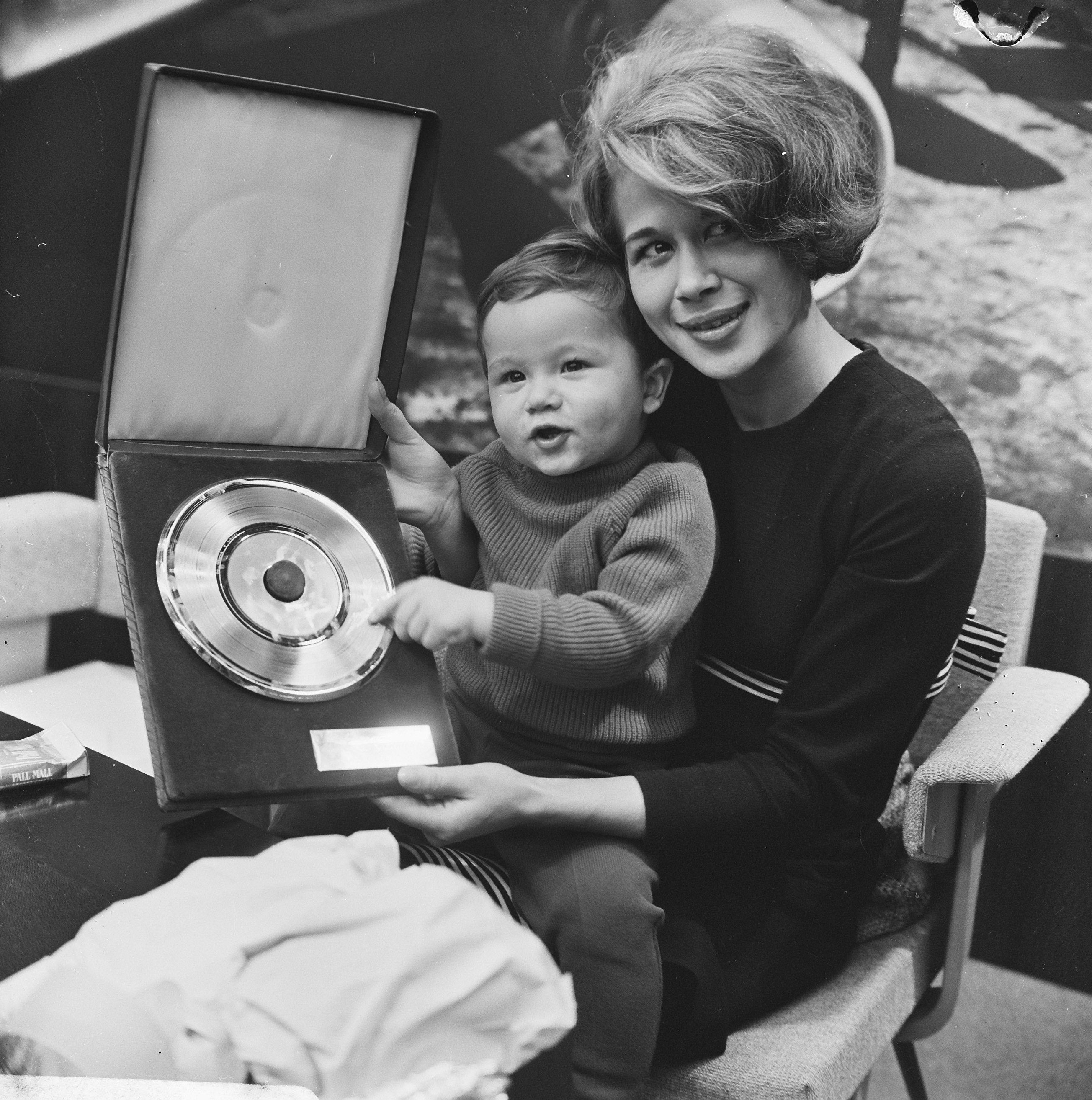
Первенец Аннеке Грёнло

В 70-х годах Грёнло в основном занималась прослушиванием голландских песен. Её пригласили на ежегодные туры в Индонезию и на Запад. Она выиграла конкурс песни Менорки в 1972 году с песней Shala-lee, shala-loo. В 1977 году Аннеке записала несколько песен со своим другом и коллегой Ронни Тобером. Вместе со своим мужем она несколько лет руководила рестораном Het Koetshuis в Эйндховене, но оказывается, что это невозможно совместить с её сценической работой.

### Поздняя карьера
В 1986 году Грёнло возвращается в компанию Telstar. В тот же период, по просьбе Хенни Хьюсман, она подражала Тине Тёрнер в шоу Star Playback Show, которое вызывало массу сенсаций и публичности.
В 1993 году она стала почетным гостем Миз Боуман в телешоу «Лидер». В 1994 году Аннеке отметила 35-летний юбилей артистов концертами в Амстердамском городском театре и на стадионе в Сингапуре. Она выпустила альбом, в котором все тексты написаны Яном Ротом.
В 1997 году королева Нидерландов — Беатрикс назначила Аннеке Грёнло офицером Ордена Оранж-Нассау. Она также побила пять рекордов из Книги рекордов Гиннесса и в этом же году стала певицей, которая с наибольшим количеством хитов была № 1 и самое продолжительное время в хит-параде (37 месяцев).
В 2000 году Грёнло поселилась во Франции. В новом тысячелетии в Koninklijke Schouwburg в Гааге были несколько юбилейных гала-концертов, новые CD и DVD, а также зарубежные туры. В 2002 году Поль де Леу в течение нескольких недель изобразил её в своей телевизионной программе «Herberg De Leeuw», но шоу было закрыто. Это привело к уходу Де Леу из телекомпании, который выплатил Грёнло компенсацию за нанесение ущерба её имиджу и репутации.
В 2004 году умер её муж Вим-Яап ван дер Лаан. В 2006 году Аннеке Гренло сменила Корри Броккен в качестве приглашенной звезды в группе-кабаре Purper и вместе с Джосом Бринком она станет звездой в программе Purper 100. Экскурсия заканчивается в Театре Карре.

### Как актриса
В возрасте 65 лет Грёнло дебютировала в 2007 году в качестве актрисы с главной ролью в кинофильме Ver van familie под руководством Марион Блум. Radio 5 провозглашает фильм «иконой 60-х». Сотрудничество с рэпером Али Б в его сериале «Али Б» идет полным ходом. В 2009 году Omroep MAX делает телевизионную регистрацию 50-летнего юбилея артиста, который отмечается торжественным приемом в Koninklijke Schouwburg в Гааге. В гости включаются Виллек Альберти, Риа Валк и Ронни Тобер. DVD этого концерта прибывает в неделю публикации под номером 20 в списке продаж DVD. По приглашению президента Сингапура, Грёнло также дает концерт в Сингапуре в том же году.
В 2012 году Грёнло получила награду «Triple Diamond» от Али Б. Ей подарили награду за то, что с 1962 года было продано более 3,5 миллиона копий её песни Brandend Zand. Она также сыграла роль в драматическом сериале. В 2014 году Аннеке отпраздновала свое 55-летие торжественным вечером в Роттердаме.

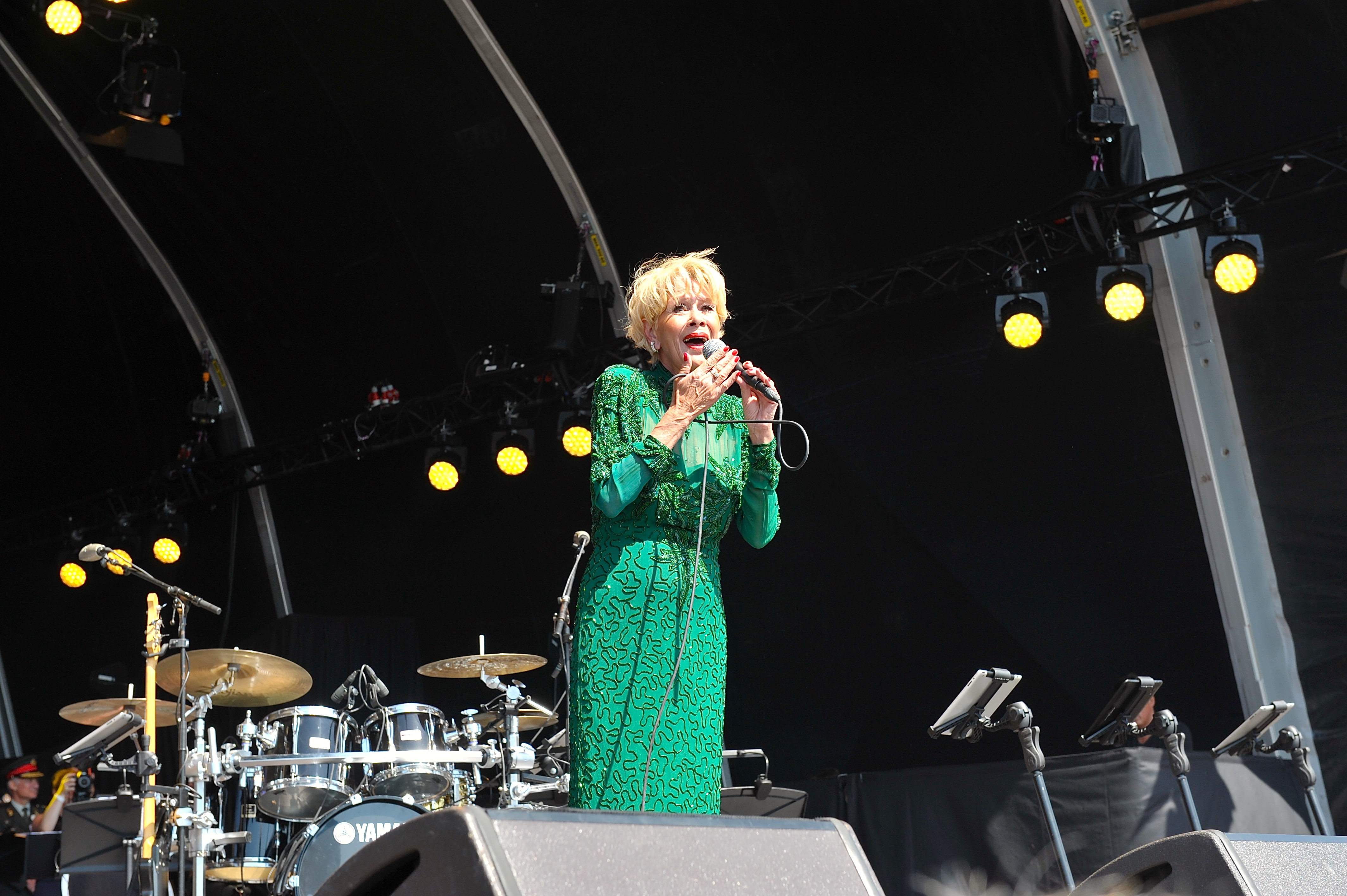
Грёнло в 2015 году

В 2015 году, во время 70-летия после того, как Индонезия была провозглашена, Грёнло записала версию военной классики, при поддержке Mastreechter Staar. Она посетила свою старую подругу Веру Линн из Англии, чтобы предложить первый экземпляр сингла.

### Последние годы
В 2016 году Аннеке Грёнло заболела тяжелой тромбоэмболией легочной артерии. В результате этого Грёнло стала очень зависимой от кислородного устройства. Она продолжала нормально выступать, но в начале июня 2017 года Аннеке решила закончить свою карьеру за день до своего 75-летия. Спектакли были слишком тяжелы для неё, и у неё регулярно возникали проблемы с дыханием. Она дала свое последнее крупное публичное выступление в «Ночь Джонни Хоуз» 26 августа 2017 года в Вирте.
В 2018 году её можно было увидеть в документальном фильме «Klanken van Oorsprong», посвященном Индороку, который также рассказывает о её жизни в Голландской Ост-Индии и её музыкальной карьере .
14 сентября 2018 года Аннеке Грёнло умерла в возрасте 76 лет от лейкемии, которой страдала в течение некоторого времени.

## Репертуар

### Песни
- Asmara (1960) — первый сингл Грёнло. В Нидерландах он малоизвестен, но в Сингапуре, Малайзии и Индонезии — это успешный хит.
- Flamenco Rock (1960)
- Ma, hij wil zo graag een zoen (1961)
- Brandend zand (1962) — получила золотую тарелку
- Paradiso (1962) — эта песня приобрела пластину и была обложкой оригинала 1961 года Конни Фрэнсис
- Soerabaja (1963)
- Cimeroni (1963)

## Большой успех
Грёнло выиграла четыре хита подряд в Нидерландах в 1962 и 1963 годах, а именно: Brandend zand, Paradiso, Soerabaja и Cimeroni. Paradiso был в первой позиции в течение шестнадцати недель подряд. Она продала более тридцати миллионов синглов по всему миру, и это делает её самой успешной голландской певицей за всю историю. Грёнло добилась успеха в Нидерландах, Бельгии, Германии, Скандинавии, бывшей Югославии, Испании, Японии и на всем Дальнем Востоке, в частности в Индонезии, Сингапуре и Малайзии. Она записывала репертуары на голландском, английском, малайском, немецком, испанском, итальянском, сербо-хорватском, норвежском и шведском языках.

### Певица века
В 2000 году Грёнло была названа «певицей века» из-за рекордного количества проданных копий её сингла Brandend zand. В том же году она также участвовала в телевизионной программе Big Brother VIPS.

## Хиты
| Название                               | Год публикации | Дата вступления | Высшая позиция | Количество недель | Комментарии                                             |
| -------------------------------------- | -------------- | --------------- | -------------- | ----------------- | ------------------------------------------------------- |
| Platennieuws                           |                |                 |                |                   |                                                         |
| Brandend zand                          | 1962           | 20-07-1962      | 1(2x)          | 29                |                                                         |
| Paradiso                               | 1962           | 26-10-1962      | 1(16)          | 23                | Рекордное количество недель подряд на # 1 в Нидерландах |
| Soerabaja                              | 1963           | 15-03-1963      | 1(4)           | 16                |                                                         |
| Cimeroni/Het leven kan mooi zijn       | 1963           | 28-06-1963      | 1(7w)          | 23                |                                                         |
| Wladimir/Da doe ron ron                | 1963           | 25-10-1963      | 4              | 6                 |                                                         |
| Muziek Expres                          |                |                 |                |                   |                                                         |
| Rozen hebben doornen                   | 1964           | 01-1964         | 10             | 4                 |                                                         |
| Hitwezen                               |                |                 |                |                   |                                                         |
| Jij bent mijn leven/Weer zingt de wind | 1964           | 02-05-1964      | 43             | 4                 |                                                         |
| Schemering                             | 1964           | 03-10-1964      | 2              | 13                |                                                         |
| Nationale Hitparade                    |                |                 |                |                   |                                                         |
| Een kind zonder thuis                  | 1989           | 01-07-1989      | 83             | 4                 |                                                         |

### Dvd’s
| DVD с хит-листами в топ-30 голландской музыки | Дата появления | Дата записи | Высшая позиция | Количество недель | Комментарии |
| --------------------------------------------- | -------------- | ----------- | -------------- | ----------------- | ----------- |
| Jubileumgala — 50 jaar                        | 2010           | 27-03-2010  | 27             | 1                 |             |